# Mesquinhata
Mesquinhata ist ein Ort und eine ehemalige Gemeinde im Norden Portugals.
Mesquinhata gehört zum Kreis Baião im Distrikt Porto. Die Gemeinde hatte eine Fläche von 3,4 km² und 302 Einwohner (Stand 30. Juni 2011).
Am 29. September 2013 wurden die Gemeinden Mesquinhata und Baião (Santa Leocádia) zur neuen Gemeinde União das Freguesias de Baião (Santa Leocádia) e Mesquinhata zusammengefasst.